# André Burnat
Pour les articles homonymes, voir Burnat.
André Burnat (17 décembre 1920 à Lyon - 30 janvier 2001 à Versailles) est un journaliste, grand reporter et écrivain français.

## Biographie
Il a travaillé au quotidien Paris-Presse puis à L'Aurore. Il était le frère du romancier Jean Burnat et le père du journaliste Patrice Burnat. Il a écrit plus de 38 livres, romans policiers, romans de mœurs, édités aux éditions Presses de la Cité.

## Œuvres
- André Burnat, La Brigade des jeux, Paris, Presses de la Cité, 1977, 219 p. (ISBN 978-2-258-00335-4)
- André Burnat et Serge Vincent, Ces dames au casse-pipe, Paris, Presses de la Cité, coll. « Police des mœurs » (no 1), 1978, 221 p. (ISBN 978-2-258-00420-7)
- André Burnat, La chasse aux femmes, Paris, Presse de la Cité, coll. "Police des mœurs" (no 3), 1979, 192 p.  (ISBN 2-258-00494-2)
- André Burnat, Clara, Paris, Média 1000, coll. « Dossiers Mœurs », 1982, 187 p. (ISBN 978-2-86564-047-8)
- André Burnat, Barbara, Paris, Média 1000, coll. « Dossiers Mœurs », 1981, 185 p. (ISBN 978-2-86564-036-2)
- André Burnat, Cléa, Paris, Média 1000, coll. « Dossiers Mœurs », 1986, 185 p. (ISBN 978-2-86564-206-9)
- André Burnat, Karina, Paris, Média 1000, coll. « Dossiers Mœurs », 1983, 185 p. (ISBN 978-2-86564-080-5)
- André Burnat, Julia, Paris, Média 1000, coll. « Dossiers Mœurs », 1983, 192 p. (ISBN 978-2-86564-092-8)
- André Burnat, Dossiers très spéciaux de la brigade des mœurs, Paris, Presses de la Cité, 1979, 247 p. (ISBN 978-2-258-00489-4)
- André Burnat, Dossiers brûlants de la Brigade des mœurs, Paris, Presses de la Cité, 1976, 235 p. (ISBN 978-2-258-00107-7)